# Peter Lipa
Peter Lipa (* 30. května 1943, Prešov) je zpěvák, skladatel, hudební organizátor, moderátor, manažer jazzového hudebního života, dlouholetý dramaturg a promotér předního evropského jazzového festivalu Bratislavské jazzové dni. V letech 1981–1987 Peter Lipa zpíval v Blues Bandu Luboše Andršta. V roce 1987 byl Petru Lipovi udělen titul zasloužilý umělec.

## Diskografie
- 1983 Neúprosné ráno -
- 1990 Je to stále tak -
- 1995 Naspäť na stromy - E.W.P., CD
- 1997 Spirituals - RB, Rádio Bratislava, CD
- 1997 Boogie Up - Peter Lipa a Peter Breiner - , CD
- 1998 La La La - Opus, CD
- 1998 Čierny Peter - BMG Ariola, CD
- 2000 Neúprosné ráno - Sony Music, CD (reedícia LP z 1990 + 4 bonusy)
- 2000 Bistro - BMG Ariola, CD
- 2001 ... v najlepších rokoch - Millenium records, CD
- 2002 Beatles in Blue(s) - East West Promotion, CD
- 2004 Live in Hungary - Gramy, CD
- 2005 Lipa spieva Lasicu - EWP, CD
- 2005 Live in Akropolis - Indies Records, CD, DVD
- 2005 Jana Kirschner, Peter Lipa, Boboš Procházka - Monti records
- 2006 Gold - Opus, CD
- 2012 Lipa 68 - EWP, CD, LP
- 2013 Návšteva po rokoch - Indies Records, CD

### se skupinou Blues Band Luboše Andršta
- 1984 Blues z lipového dřeva - Supraphon, LP
- 1987 Škrtni, co se nehodí - Supraphon, LP
- 1988 Blues office - Supraphon, LP

### se skupinou T+R band
- 1989 Live at the Limmatquai -
- 1990 T+R Band & Peter Lipa in Germany -
- 1995 Peter Lipa a T+R Band -
- 1995 Up to date -

### Kompilace
- 1977 Bratislavské džezové dni 1976 - Opus, LP
- 1978 Bratislavské džezové dni 1977 - Opus, LP
- 1980 Bratislavské džezové dni 1979 - Opus, LP
- 1981 Bratislavské džezové dni 1980 - Opus, LP
- 1982 Bratislavské džezové dni 1981 - Opus, LP
- 1983 Bratislavské džezové dni 1982 - Opus, LP
- 1987 Bratislavské džezové dni 1986 - Opus, LP
- 1988 Bratislavské džezové dni 1987 - Opus, LP
- 2005 Slovak Jazz - Hudobné centrum, CD
- 2008 Největší slovenské hity 80´s - Warner Music, CD - 21. „Tento týždeň nemám čas“
- 2008 Jarove pesnicky - Universal Music, CD - 10. „Sťahovaví vtáci“

## Spolupráce s StB
Peter Lipa byl uveřejněný na seznamech spolupracovníků Státní bezpečnosti StB v kategorii důvěrník StB, krycí jméno Sólo, evidenční číslo 23 004. V rozhovoru pro deník SME k evidenci uvedl: „podle mě nejsem důvěrník, ale kategorie nevědomá spolupráce. Tak se to píše v mém lustračním výpisu. S STB jsem byl jen na jednom posezení na "Februárke", protože jsme měli jít hrát do Švýcarska. Nakonec jsme nikam nešli, protože se ten kontrakt zrušil, předtím jsme však dostali povolení vycestovat a STB nevěděla, že jsme tam nebyli. Zavolali si mě v době, kdy jsem se měl vrátit. Zřejmě na základě tohoto setkání si mě ten člověk zaznamenal. Nikdy víc mě už nikdo nekontaktoval.“